# 장희원 (뮤지컬 배우)
장희원(1997년 ~ )은 대한민국의 뮤지컬 배우다. 2021년 음악극 '어느 김씨집안 박씨'로 데뷔했다.

## 방송
- 2020 DIMF 뮤지컬 스타 (2020) - 최우수상

## 공연
- 어느 김씨집안 박씨 (2021)
- 스페셜5 (2021)
- 지구로 가는 버스 (2022)
- 베어 더 뮤지컬 (2022)

## 수상
- 동아뮤지컬콩쿠르 대학일반부 장려상 (2020)